# T-44
T-44 – czołg średni konstrukcji radzieckiej z okresu II wojny światowej.

## Historia
Radzieccy konstruktorzy sprzętu pancernego doskonale zdawali sobie sprawę z niedostatków podstawowego radzieckiego czołgu II wojny światowej T-34. Przez cały okres wojny trwały prace nad jego następcą. W końcu 1943 roku na osobisty rozkaz Stalina, biuro konstrukcyjne fabryki nr 183 przystąpiło do prac nad czołgiem noszącym początkowo oznaczenie „Obiekt 136”. Został on później przemianowany na T-44. Szefem biura konstrukcyjnego był A.A. Morozow. W jego konstrukcji wykorzystano doświadczenia z produkcji i użycia, a także wiele zespołów z T-34/85. Wprowadzono też istotne zmiany. Czołg miał zupełnie nowy kadłub, zawieszenie, silnik, układ transmisyjny. Bardzo istotną zmianą było usytuowanie silnika. Zamiast wzdłuż jak we wszystkich poprzednich czołgach radzieckich i zagranicznych ustawiono go w poprzek kadłuba. Miało to rewolucyjne skutki dla sposobu projektowania następców T-44 (m.in. T-54, T-55). Takie usytuowanie silnika radykalnie zmieniło kształt kadłuba, był niższy (o 300 mm) i szerszy (o 180 mm) niż ten w T-34. Usunięto stanowisko strzelca-radiotelegrafisty, więc załoga uległa zmniejszeniu do 4 osób. Czołg T-44 przyjęto do produkcji i uzbrojenia w lipcu 1944 roku. Produkcję zlecono Fabryce nr 75 w Charkowie. Do końca 1944 roku wyprodukowano 25 wozów, a w 1945 roku 880 sztuk. Produkcja była kontynuowana do maja 1947, kiedy został zastąpiony na liniach produkcyjnych przez czołg podstawowy T-54. Czołgi T-44 były modyfikowane w latach 60. XX. Otrzymały wtedy oznaczenie T-44M. Powstała też wersja z armatą D-10T kal. 100 mm oznaczona jako T-44S.

## Służba
Pierwsze jednostki liniowe, uzbrojone w czołgi T-44, osiągnęły gotowość bojową w czerwcu 1945. Po raz pierwszy zostały zastosowane bojowo w czasie zbrojnej interwencji na Węgrzech w 1956 roku. Pojazdy pozostawały w uzbrojeniu Armii Radzieckiej do lat 80. XX w. W ostatnim okresie występowały one głównie w jednostkach szkolnych. Wiele wycofanych czołgów T-44, a czasem wyłącznie ich wieże, wykorzystano w budowie fortyfikacji granicznych. Broniły one Moskwy oraz granicy z Chińską Republiką Ludową. W latach 60. i 70. XX w., bliżej nieznana liczba czołgów (podobno nawet kilkadziesiąt) została przekazana wytwórni filmowej Mosfilm. Na ich bazie wykonywano jeżdżące makiety czołgów niemieckich, wykorzystywane w filmach wojennych.